# Patia
Patia là một chi bướm ngày thuộc phân họ Dismorphiinae. Chúng là loài đặc hữu của châu Mỹ.

## Các loài
- Patia cordillera (C. Felder & R. Felder, 1862)
- Patia orise (Boisduval, 1836)
- Patia rhetes (Hewitson, [1857])

## Hình ảnh

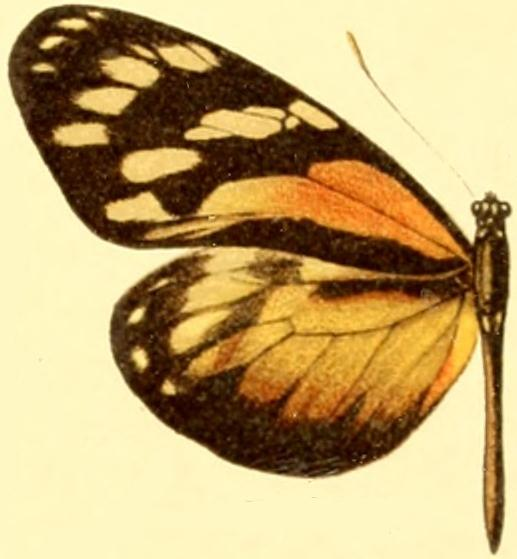
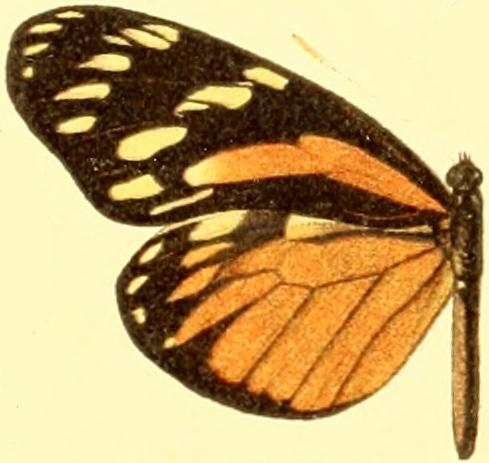
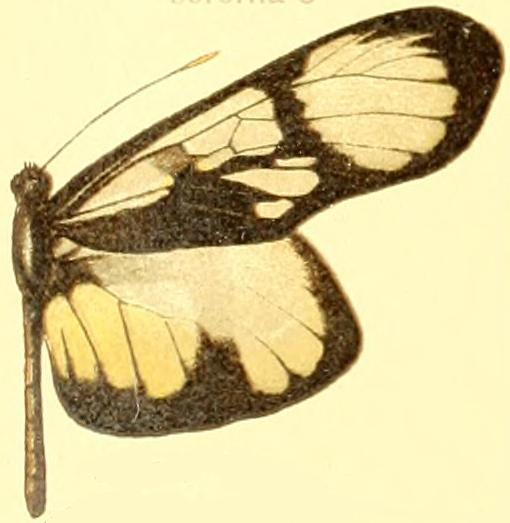